# مجلس نواب كونيتيكت
مجلس نواب كونيتيكت (بالإنجليزية: Connecticut House of Representatives)‏ هو مجلس النواب التشريعي لولاية كونيتيكت الأمريكية، يقع المقر الرئيسي له في هارتفورد، كونيتيكت، وهو المجلس الأدنى في جمعية كونيتيكت العامة.

## طالع أيضًا
- جمعية كونيتيكت العامة